# Bodega Enrique Vollmer
Die Bodega Enrique Vollmer ist ein Weingut im Valle de Uco, südlich von Mendoza in Argentinien. Das Weingut ist seit 1987 im Besitz des deutschen Winzers Heinrich Vollmer, der seit 1972 ein Weingut in Ellerstadt/Pfalz betreibt.

## Geschichte
Südwestlich von Mendoza, im Valle de Uco, fand Heinrich Vollmer Ende der 1980er Jahre seine zweite Heimat. Er erwarb 300 Hektar Land. Heute zählt das Gebiet entlang des Flusses Tunuyán zu den Weinregionen Argentiniens. Enrique (Heinrich) Vollmer hat das Weingut seit 1987 neu aufgebaut. Die Erlöse des Weinguts wurden in die Bodega reinvestiert. Zehn indigene Großfamilien werden ganzjährig vor Ort beschäftigt. Rund 190 Kinder, teilweise auch aus dem Umland, besuchen die Schule und erhalten dort ein Mittagessen. Heinrich „Enrique“ Vollmer betreibt als Hobby das Extrembergsteigen. Bei einer Tour am Nevado Huascarán im Jahr 1983 verunglückte er. Etwa fünf Tage lag er im Eis, bis ihn zwei Peruaner retteten. Zu Hause in Deutschland galt er als verschollen und wurde schließlich für tot erklärt. Aus Dankbarkeit für seine Lebensrettung beschloss Heinrich Vollmer nach seiner Rückkehr etwas für die indigenen Völker zu tun, die Diskriminierung im eigenen Land erfahren. Die Bergung eines argentinischen Bergjägers am Aconcagua im Jahre 1986 verschaffte ihm unerwartet die Möglichkeit, Land in Argentinien zu erwerben und so Arbeitsplätze zu schaffen. Rund vier bis sechs Monate im Jahr verbringt der Winzer auf seiner Bodega und kümmert sich um Weinberge und Weine. Die Weine der Bodega Enrique Vollmer tragen auf jedem Etikett einen Stern, Symbol für die Venus.

## Region
Das Valle de Uco im Westen Argentiniens bietet ein gutes Klima, mineralhaltige Böden und wenig Niederschlag. Die Höhen der Andenkette verwandeln die feuchten Westwinde in trockene und heiße Luftströmungen und gewährleisten ein kontinentales Halbwüstenklima. Starke Unterschiede in den Jahreszeiten mit heißen Sommern und kühlen Wintern sorgen für einen hohen Zuckergehalt der Trauben und gesunde Rebstöcke. Kühle Sommernächte sorgen für die Ausbildung der Duftstoffe in den Trauben und es gibt über 300 Sonnentage im Jahr. Die geringen Niederschlagsmengen von 100 bis 300 mm pro Jahr erfordern eine künstliche Bewässerung der Weinberge. Auf der Bodega Enrique Vollmer geschieht dies über ein Wasserwerk, das mit dem Wasser der Andenflüsse gespeist wird.

## Weine bzw. Weinbau
Die Trauben der Bodega Enrique Vollmer reifen in einer Höhe von bis zu 1100 Metern am Fuß der Anden. Die Vulkanerde, auf der die Rebstöcke wachsen, ist mineralreich und erfordert somit keine künstliche Düngung. Die geringe Luftfeuchtigkeit vermindert zudem den Befall durch Schädlinge oder Krankheiten. Der Ausbau der Weine erfolgt vor Ort in Edelstahltanks im Weinkeller der Bodega. Der Vertrieb der Weine erfolgt über das deutsche Weingut.
Folgende Weinsorten werden auf der Bodega Enrique Vollmer ausgebaut:
- Rotweine: Merlot, Cabernet Sauvignon, Malbec und Syrah
- Weißweine und Roséwein: Sauvignon Blanc und Chardonnay.

Das Gut verfügt über rund 190 Hektar im Ertrag stehender Rebfläche und baut jährlich 100.000 Liter Weißweine und 900.000 Liter Rotweine aus.